# Shatha Al-Khatib
Shatha Al-Khatib (Adén, 24 de febrero de 1975) es una escritora y novelista yemení.

## Biografía
Nativa de Adén, Yemen, vivió su infancia en Arabia Saudita. Tras graduarse de la Universidad Femenina de Jordania (actualmente Universidad de Petra) en 1998, se desempeñó como académica durante los siguientes diez años. En 2009, decidió dedicarse a la escritura. 
Publicó en 2012 su primera novela titulada الزنبقة السوداء (en español: El Tulipán Negro), bajo la casa editorial Egyptian Thought House; aquí abordó el conflicto interno del hombre frente a los cambios sociales y la apertura social, describiendo las diferencias culturales entre los países árabes a través de la historia de un grupo de estudiantes de viviendas universitarias privadas de múltiples nacionalidades.
En 2013, lanzó su segunda novela, أوراق رابعة (en español: Un cuarto de papel) a través de la misma editorial, donde aborda la biografía de una niña yemení y la relación que mantiene con su familia tras ser obligada a casarse con alguien a quien no quiere. Luego este trabajo, vino ابنة الريح (en español: Hija del viento) de la editorial Sama Publishing Kuwait, que fue lanzado en la Feria del Libro de Sharjah en noviembre de ese año; acá, habla sobre la experiencia de vida de los inmigrantes árabes, su fe y su sentido de pertenencia con la religión y su tierra natal. 
En 2014, publicó su cuarta novela, بيت البنفسج (en español: Casa de Violeta), mientras que en 2015 incursionó en el cuento y lanzó su primera colección, seguida de su quinta novela en 2017.